# NGC 289
NGC 289 è una galassia a spirale barrata nella costellazione dello Scultore.
Si può individuare 2 gradi a SW della stella α Sculptoris; occorrono strumenti potenti per la sua osservazione, come un telescopio da 200 o 300mm di apertura, in cui si presenta come una macchia chiara allungata debolmente in senso nord-sud. I suoi bracci sono estremamente esili, e servono telescopi molto potenti per poterli scorgere. La sua distanza dalla Via Lattea è stimata sui 104 milioni di anni-luce, dunque ben al di là della gran parte delle galassie visibili in questa costellazione.